# Bőnyi rendőrgyilkosság
A bőnyi rendőrgyilkosság 2016. október 26-án történt a Győr-Moson-Sopron megyei Bőny községben, ahol Győrkös István hungarista politikus rálőtt a házkutatás céljából a házához érkező rendőrökre, és megölte Pálvölgyi Péter (1970–2016) rendőr őrnagyot.
2016. október 26-án Győrkös István bőnyi házához – a hatóságok aznapi tájékoztatása szerint – egy folyamatban lévő, nyílt büntetőeljárás kapcsán, előre tervezett házkutatás céljából érkezett meg a Nemzeti Nyomozó Iroda (NNI) több munkatársa, akikre ő gépkarabélyból több lövést adott le a lakásból. A lövések a 46 éves Pálvölgyi Péter rendőr őrnagyot, az NNI kiemelt főnyomozóját halálra sebesítették. A meglőtt rendőr társa viszonozta a tüzet és hasba lőtte az elkövetőt, más nem sérült meg. Az esetet követően a rendőrök segítségére érkező terrorelhárítók ártalmatlanították és elfogták Győrköst, akit a győri Petz Aladár Kórházba szállítottak.
Ellátása után a Központi Nyomozó Főügyészség győri kirendeltsége Győrköst hivatalos személy sérelmére elkövetett, több ember életét veszélyeztető emberölés bűntettének kísérletével, valamint lőfegyverrel való visszaélés bűntettével gyanúsította meg.
Az agyonlőtt rendőrt Pintér Sándor belügyminiszter még aznap posztumusz alezredessé léptette elő és hősi halottá nyilvánította. A Nemzeti Nyomozó Iroda részéről viszont belső vizsgálat indult a parancsnoki felelősség tárgykörében, annak tisztázására, hogy hibázott-e valaki, amikor csak nyomozókat küldött Győrkös házához, a Terrorelhárítási Központ támogatása nélkül, holott tudhatták, hogy fegyverek lehetnek nála.
Újságírói információk szerint a házkutatás a bő egy hónappal korábbi Teréz körúti robbantás ügyében folytatott nyomozással függhetett össze, mivel az egyik nyomozási verzió szerint a robbantó a szélsőséges, radikális, félkatonai csoportok tagjai közül is kikerülhetett, ezért kívánhatták ellenőrizni a nyomozók a Magyar Nemzeti Arcvonal vezetőit is. A házkutatás során sajtóértesülések szerint vadonatúj, orosz gyártmányú fegyvereket, köztük puskát, pisztolyt és távcsővel felszerelt gépkarabélyt is találtak a nyomozók.
2017. januári híradások szerint azonban valószínűleg túl korai lehetett a rendőrség belső vizsgálatát lefolytatók részéről arra a következtetésre jutni, hogy a történteknek hatósági részről nincs személyi felelőse, holott az ügy aktuális szakaszában még azt sem lehetett kijelenteni, hogy kinek a tölténye végzett az elhunyt rendőrrel – akiért ráadásul, a terrorelhárítók megérkezéséig, tehát a végzetes lövés leadása után több mint fél óráig senki sem ment vissza, miközben odakint tucatnyi egyenruhás volt. Ezen adatok szerint csak feltehető, de egyáltalán nem bizonyított, hogy az elhunyt rendőr életét Győrkös lövedéke – és nem „baráti tűz” – oltotta ki, egyedül az biztos, hogy Pálvölgyi őrnagy nem nyúlt a fegyveréhez a halála előtti pillanatokban. 2019. június 21-én a Szombathelyi Törvényszék bűnösnek mondta ki hivatalos személy sérelmére, több ember életét veszélyeztetve elkövetett emberölés és lőfegyverrel való visszaélés bűntettében és életfogytiglani szabadságvesztésre ítélte Győrköst azzal, hogy legkorábban 25 év elteltével bocsátható feltételes szabadságra. Az ügyész súlyosbításért, Győrkös és ügyvédei felmentésért fellebbeztek.
A nem jogerős ítélet szerint Győrkös közvetlen közelről, 30-80 centiről három lövést is leadott a nála házkutatást vezető Pálvölgyi Péter rendőr őrnagyra. A Győri Fellebbviteli Főügyészség az elsőfokú ítélet megváltoztatását, a több ember életét veszélyeztetve minősítő körülmény megállapítását és a vádlott büntetésének súlyosítását – azt, hogy csak később lehessen feltételes szabadságra bocsátani – indítványozza.
2019. december 11-én a Győri Ítélőtábla csak csekély részben – a bűnjelek kezelése ügyében – változtatta meg az első fokon eljáró Szombathelyi Törvényszék ítéletét. Egyebekben helybenhagyta azt.